# (2354) Lavrov
(2354) Lavrov est un astéroïde de la ceinture principale.

## Description
(2354) Lavrov est un astéroïde de la ceinture principale. Il fut découvert le 9 août 1978 à Nauchnyj par Lioudmila Tchernykh et Nikolaï Tchernykh. Il présente une orbite caractérisée par un demi-grand axe de 2,73 UA, une excentricité de 0,10 et une inclinaison de 3,3° par rapport à l'écliptique.

## Compléments